# Matteo 25

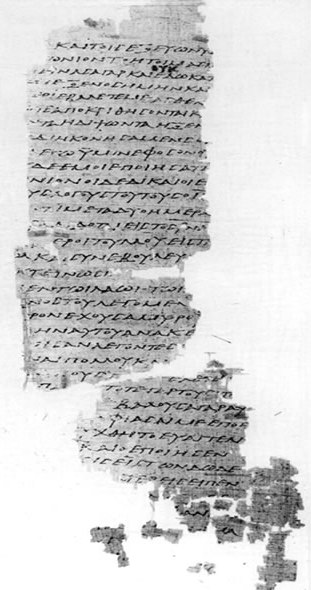
Matteo 25,41-46 sul Papiro 45, c. 250.

Matteo 25 è il venticinquesimo capitolo del vangelo secondo Matteo nel Nuovo Testamento. Il capitolo è composto interamente dalla narrazione di tre parabole di Gesù, le quali hanno per argomento la procedura e la preparazione richieste per entrare nel regno dei Cieli.

## Testo
Il testo originale era scritto in greco antico. Il capitolo è diviso in 46 versetti.

### Testimonianze scritte
Tra le principali testimonianze documentali di questo capitolo vi sono:
- Papiro 45 (c.250; versetti 41-46)
- Papiro 35 (III/IV secolo; versetti 12-15, 20-23)
- Codex Vaticanus (325-350)
- Codex Sinaiticus (330-360)
- Codex Bezae (~400)
- Codex Washingtonianus (~400)
- Codex Ephraemi Rescriptus (~450)
- Codex Purpureus Rossanensis (VI secolo)
- Codex Petropolitanus Purpureus (VI secolo; versetti 7-34)
- Codex Sinopensis (VI secolo; versetti 1-18)
- Papiro 44 (VI/VII secolo; versetti 8-10)

## Parabola delle dieci vergini
Attraverso la parabola delle dieci vergini Gesù, secondo gli studi di Dale Allison, ha voluto indicare come "le vergini rappresentano la comunità cristiana, dove il ritardo nella luna di miele è il ritardo del ritorno del Figlio dell'Uomo".

## Parabola dei talenti
I buoni servitori sono considerati "buoni" dal loro padrone perché sentono la responsabilità del compito loro assegnato e lo svolgono senza ritardi. Per il loro buon lavoro, il padrone incrementa le loro responsabilità. Come ricompensa per il loro buon lavoro il padrone giunge a concedere al servitore di godere di parte dei suoi frutti. Questo distingue i buoni servitori da quelli oziosi. I buoni servitori lavorano diligentemente anche in assenza del padrone. Il terzo servitore viene invece punito dal padrone per la sua irresponsabilità e mancanza di attaccamento.

## Parabola delle pecore e dei capri
Sigurd Grindheim, scrivendo per il Catholic Biblical Quarterly, ha fatto notare come questa parabola si ricolleghi al Discorso della Montagna dal momento che essa mostra l'importanza di una giusta attitudine che porta a giuste azioni. Molte scritture cristiane si sono indirizzate verso questa parabola. Studiosi di teologia di fede evangelica hanno fatto notare come l'espressione "ultimo dei miei fratelli" si riferisca solo ai cristiani credenti e non a tutto il popolo. Secondo questa interpretazione, dunque, ogni atto buono commesso dai seguaci di Cristo è fatto per Cristo stesso. Questo comporta quindi, nell'ottica evangelica, che possano essere salvate delle persone che, pur non avendo personalmente seguito Gesù, hanno supportato i suoi sostenitori e quindi con essi l'opera salvifica di Cristo.
Lo studioso John Bollan ha detto a riguardo di questo passaggio: “la qualità delle nostre vite e le nostre discipline si possono misurare con gli standard dell'amore e l'estensione di tale sentimento agli altri tramite le nostre azioni”. Utilizzando tale interpretazione delle scritture, l'amore mostrato per i seguaci di Gesù o per le persone più vulnerabili della nostra società in generale, ne promuove la missione, e permette anche ai pagani di essere salvati. Vi è l'idea che il giudizio finale che verrà quando Dio ci chiederà "cos'ha fatto per il mio popolo?". La chiave di questa parabola è che la pecora e le capre non sono sorprese dal posto loro assegnato al giudizio universale, ma dalle ragioni che li conducono al loro posto.

### La parabola come allegoria
Lo studioso biblista George Arthur Buttrick disse che questa parabola si rivolgeva essenzialmente alle persone che non amano, rappresentate dalle capre, che non hanno mai unito religione e amore per il genere umano. Le “capre” hanno solo osservanza per i riti della loro fede che li separano dalla quotidianità. Carità e amore appaiono invece essenziali alla fede. Nella tradizione cristiana, la pecora è spesso simbolo di Cristo in quanto buon pastore, mentre la capra è un simbolo demoniaco, associato a quanti hanno rifiutato Cristo. Nel commento dell'evangelico americano Frank Gaebelein su questo passaggio, lo studioso ritiene che questa parabola presenti un testo funzionale ad eliminare le ipocrisie. Gesù vuole che chi lo segua possegga giustizia e amore insieme e non solo la prima delle due qualità. La pecora del resto non mostra amore solo per poter essere ricompensata.
Carlo Maria Martini definì Matteo 25 come "il Vangelo dei non credenti".